# Église de Kortesjärvi
L'église de Kortesjärvi (finnois : Kortesjärven kirkko) est une église luthérienne  située dans le quartier de Kortesjärvi à Kauhava en Finlande.

## Architecture
L'édifice est construit en 1792 et inauguré en 1794. 
Le clocher séparé est construit en 1856. 
Un ancien bâtiment servant de grenier et datant de 1846 sert maintenant de musée.